# Charles Gordon-Lennox (6e duc de Richmond)
Charles Henry Gordon-Lennox, 6e duc de Richmond, 6e duc de Lennox, et 1er duc de Gordon, (27 février 1818 – 27 septembre 1903), titré Lord Settrington jusqu'en 1819 et comte de Mars entre 1819 et 1860, est un homme politique britannique conservateur.

## Biographie

### Éducation
Né à Richmond House, à Londres, il est le fils de Charles Gordon-Lennox et Lady Caroline, fille du maréchal Henry William Paget. Il fait ses études à Westminster et Christ Church, à Oxford, où il a une courte carrière en tant que joueur de cricket. Il sert dans la Royal Horse Guards et est aide de camp du duc de Wellington.

### Carrière politique
Il entre en politique en tant que député du Sussex de l'Ouest en 1841. Il est admis au Conseil privé en 1859. En 1860, il succède à son père comme Duc de Richmond et entre à la Chambre des lords. Il préside la commission royale d'enquête sur la peine capitale, en 1866, et la commission royale d'enquête sur l'approvisionnement en eau en 1869.
Il est fait chevalier de la Jarretière en 1867, et occupe différents postes au sein du gouvernement. En 1876, il est récompensé pour son service public en étant créé duc de Gordon et comte de Kinrara dans la Pairie du Royaume-Uni. Il est également chancelier de l'université d'Aberdeen  de 1861 jusqu'à sa mort en 1903.

### Famille

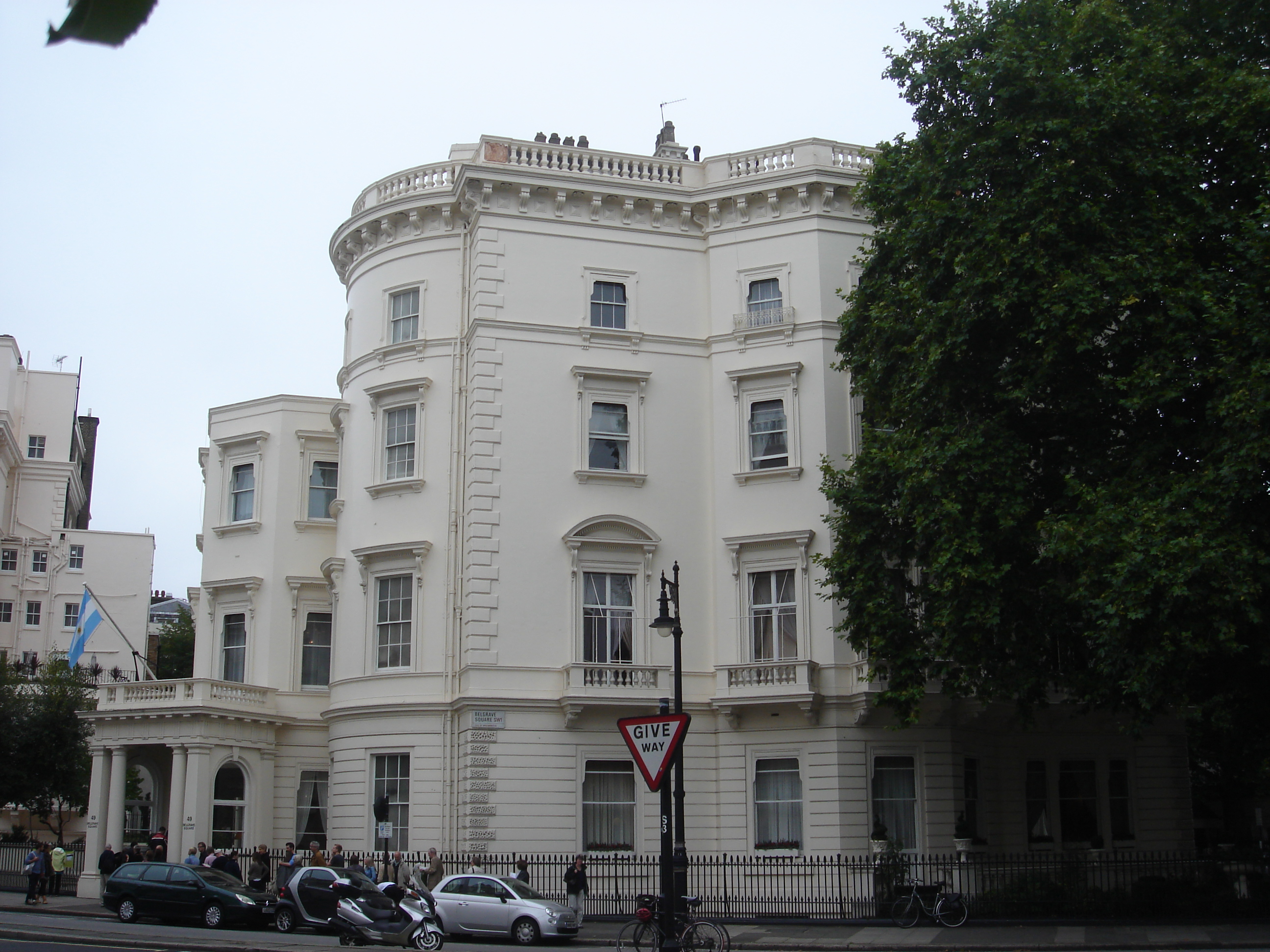
49 Belgrave Square, sa maison londonienne.

Richmond épouse Frances Harriett Greville, fille de Algernon Greville, le 28 novembre 1843. Ils ont six enfants :
- Caroline Gordon-Lennox (12 octobre 1844 - 2 novembre 1934), décédée célibataire
- Charles Gordon-Lennox (1845-1928)
- Algernon Charles Gordon-Lennox (19 septembre 1847 - 3 octobre 1921), marié à Blanche Maynard et a une fille, Ivy Gordon-Lennox, (16 juin 1887 - 3 mars 1982), qui épouse William Cavendish-Bentinck (7e duc de Portland).
- Francis Charles Gordon-Lennox (30 juillet 1849 - 1er janvier 1886), décédé célibataire
- Florence Gordon-Lennox (21 juin 1851 - 21 juillet 1895), décédée célibataire
- Walter Gordon-Lennox (29 juillet 1865 - 21 octobre 1922), marié à Alice Ogilvie-Grant.

### Mort
Charles Gordon-Lennox meurt le 27 septembre 1903 à Morayshire à l’âge de 85 ans.